# Divizia 39 Infanterie Honvéd (1916-1918)

Generalul Blasius Dáni von Gyarmata

Divizia 39 Infanterie Honvéd a fost una din marile unități tactice ale Forțelor de apărare regale maghiare din cadrul Armatei Austro-Ungare, participantă la acțiunile militare de pe frontul român, în timpul Primului Război Mondial. În această perioadă, a fost comandată de generalul Blasius Dáni von Gyarmata. :pp. 184-185
În campania anului 1916 împotriva României a luat parte la Lupta de la Praid-Sovata :passim și la Lupta de pe valea Uzului.